# 297 a.C.

## Eventos
- Continua a Terceira Guerra Samnita
- Quinto Fábio Máximo Ruliano, pela quarta vez, e Públio Décio Mus, pela terceira vez, cônsules romanos.

## Mortes
- Cassandro da Macedónia, foi um dos generais de Alexandre, o Grande.
- Filipe IV da Macedónia, rei da Macedónia